# Episodi di One Tree Hill (prima stagione)
La prima stagione della serie televisiva One Tree Hill è stata trasmessa negli Stati Uniti da The WB dal 23 settembre 2003 all'11 maggio 2004.
In Italia è andata in onda su Rai 2 dal 6 giugno 2005 al 5 luglio 2005.
| nº | Titolo originale                          | Titolo italiano                     | Prima TV USA      | Prima TV Italia |
| -- | ----------------------------------------- | ----------------------------------- | ----------------- | --------------- |
| 1  | Pilot                                     | La sfida                            | 23 settembre 2003 | 6 giugno 2005   |
| 2  | The Places You Have Come To Fear The Most | Combattere le paure                 | 30 settembre 2003 | 7 giugno 2005   |
| 3  | Are You True?                             | La squadra contro                   | 7 ottobre 2003    | 8 giugno 2005   |
| 4  | Crash Into You                            | La festa                            | 14 ottobre 2003   | 9 giugno 2005   |
| 5  | All That You Can't Leave Behind           | La partita del cuore                | 21 ottobre 2003   | 10 giugno 2005  |
| 6  | Every Night Is Another Story              | Ogni sera è un’altra storia         | 28 ottobre 2003   | 13 giugno 2005  |
| 7  | Life in a Glass House                     | Delusioni                           | 4 novembre 2003   | 14 giugno 2005  |
| 8  | The Search For Something More             | Opportunità                         | 11 novembre 2003  | 15 giugno 2005  |
| 9  | With Arms Outstretched                    | Segnali contraddittori              | 18 novembre 2003  | 16 giugno 2005  |
| 10 | You Gotta Go There To Come Back           | Rapporti difficili                  | 20 gennaio 2004   | 17 giugno 2005  |
| 11 | The Living Years                          | Le strade del cuore                 | 27 gennaio 2004   | 20 giugno 2005  |
| 12 | Crash Course in Polite Conversation       | Cena di compleanno                  | 3 febbraio 2004   | 21 giugno 2005  |
| 13 | Hanging by a Moment                       | Appeso a un filo                    | 10 febbraio 2004  | 22 giugno 2005  |
| 14 | I Shall Believe                           | Il risveglio                        | 17 febbraio 2004  | 23 giugno 2005  |
| 15 | Suddenly Everything Has Changed           | All’improvviso ogni cosa è cambiata | 24 febbraio 2004  | 24 giugno 2005  |
| 16 | The First Cut Is the Deepest              | Amicizie in fumo                    | 2 marzo 2004      | 27 giugno 2005  |
| 17 | Spirit in the Night                       | Stretta finale                      | 6 aprile 2004     | 28 giugno 2005  |
| 18 | To Wish Impossibile Things                | Salto nel passato                   | 13 aprile 2004    | 29 giugno 2005  |
| 19 | How Can You Be Sure?                      | La storia si ripete                 | 20 aprile 2004    | 30 giugno 2005  |
| 20 | What Is and What Should Never Be          | La festa di Haley                   | 27 aprile 2004    | 1º luglio 2005  |
| 21 | The Leaving Song                          | Via da Tree Hill                    | 4 maggio 2004     | 4 luglio 2005   |
| 22 | The Games That Play Us                    | Il momento delle decisioni          | 11 maggio 2004    | 5 luglio 2005   |

## La sfida
- Titolo originale: Pilot
- Diretto da: Bryan Gordon
- Scritto da: Mark Schwahn

### Trama
Lucas e Nathan Scott, nati e cresciuti a Tree Hill, una cittadina fittizia situata nel Nord Carolina, nonostante abbiano lo stesso padre, Dan Scott, sono cresciuti in due ambienti molto diversi. Ad accomunarli è la grande passione per il basket. In seguito ad una bravata, alcuni giocatori della squadra locale di basket, i "Ravens", vengono puniti ed espulsi dalla squadra. Whitey, l'allenatore, deve quindi trovare dei sostituti e Keith, fratello di Dan e da sempre figura paterna nella vita di Lucas, gli propone di far entrare in squadra il ragazzo. Lucas rifiuta di entravi a far parte poiché nella stessa squadra gioca Nathan. Quando la macchina di Peyton Sawyer, la ragazza di Nathan, si ferma, Lucas giunge in suo soccorso col carro attrezzi. Tra i due ragazzi scatta immediatamente una sintonia e Lucas rivela alla nuova amica di non voler giocare a basket per non dover costringere sua madre Karen a rivedere Dan. Dan ha infatti scelto di crescere Nathan mettendolo spesso sotto pressione per il basket. Nathan parla con Lucas e gli propone una sfida a basket: nel caso di vittoria di Nathan, Lucas non entrerà mai in squadra; in caso contrario, sarà Nathan ad abbandonare il team. Lucas non vorrebbe partecipare, ma dopo aver sentito per caso una conversazione tra Dan e Keith in cui Dan definiva Lucas un ingombro, decide di gareggiare. La gara è una lotta ad armi pari, finché Nathan non colpisce il fratellastro brutalmente. Da lì Lucas fa tre punti di seguito e vince. Nathan torna a casa sconfitto nonostante Lucas non voglia che il fratellastro lasci la squadra.
- Musiche: Drift: Forty Foot Echo (Album: Forty Foot Echo). 24's: T.I. (Album: Trap Muzik [EXPLICIT LYRICS]). Hands Down: Dashboard Confessional (Album: A Mark, A Mission, A Brand, A Scar). Farewell Transmission: Ohia (Album: Magnolia Electric Co.). Never Enough: Bosshouse (Album: N/A). Your Boyfriend Sucks: The Ataris (Album: Blue Skies, Broken Hearts. Next 12 Exits). Linoleum: NOFX (Album: The Greatest Songs Ever Written). Money Bags: Runaway Cab (Album: On The Upside). The Aftertase: Ben Lee (Album: Hey You Yes You). Are You Gonna Be My Girl?: Jet (Album: Get Born). Lapdance: N.E.R.D (Album: In Search Of). What It Is to Burn: Finch (Album: What It Is to Burn). Rest In Pieces: Saliva (Album: Back Into Your System). EZ: Pete Yorn

## Combattere le paure
- Titolo originale: The Places You Have Come To Fear The Most
- Diretto da: Bryan Gordon
- Scritto da: Mark Schwahn

### Trama
È la prima partita di Lucas e tutti i suoi amici, Haley e Keith compresi, vanno a vederlo eccetto per la madre che non se la sente di tornare nella palestra dove Dan le disse che voleva lasciarla, nonostante fosse incinta, per andare all'università. Nathan e Peyton trascorrono la serata assieme, ma litigano perché Nathan continua a deridere Lucas. A scuola, Nathan insulta Lucas e tra i due comincia una rissa. Lucas trova dei disegni di Peyton; la ragazza vorrebbe consegnarli ad un giornale locale, ma non ha il coraggio. Dopo l'ennesima umiliazione, Lucas non si presenta all'allenamento ma il coach Whitey lo incita a combattere le sue paure. Poco prima della partita, Lucas viene importunato dal padre Dan; il ragazzo si vendica togliendo il cognome "Scott" dalla sua maglia.
- Musiche: I Don't Want To Be: Gavin DeGraw (Album: Chariot). Overdue: Get Up Kids (Album: On a Wire). Switchback: Celldweller (Album: Forty Foot Echo). Hard to Find: American Analog Set (Album: Promise of Love). Beside Me: Forty Foot Echo (Album: Forty Foot Echo). To Hell With Good Intentions: McLuskly (Album: Do Dallas). She's Got It So Phat: Bosshouse (Album: Female Alt Rock Series 1). Echo: Vertical Horizon (Album: Go). Further: Longview (Album: Mercury). Belief: Gavin DeGraw (Album: Chariot)
- Nota. Il titolo fa riferimento al brano cantato dai Dashboard Confessional.

## La squadra contro
- Titolo originale: Are You True?
- Diretto da: Michael Grossman
- Scritto da: Jennifer Cecil

### Trama
Peyton riceve un messaggio da una rivista che le propone di realizzare delle strisce per il giornale. A scuola, Nathan rimane colpito da Haley, mentre Peyton se la prende con Lucas per aver consegnato i suoi disegni. Lucas parla con Keith della sua situazione: tutti lo acclamano ma la squadra gli è contro e continua a fargli scherzi di cattivo gusto. Whitey cambia il ruolo in campo di Nathan, dando il suo posto a Lucas. Ciò scatena la rabbia di Nathan, che incita la squadra contro Lucas difeso solamente da Jake. Nathan chiede ad Haley di fargli da tutor; la ragazza accetta solo a patto che Nathan non tormenti più Lucas. La mattina seguente i due ragazzi si incontrano per studiare, e Nathan regala ad Haley un braccialetto. Karen partecipa ad una riunione delle madri dei giocatori della squadra, ma viene presto messa a disagio e si difende incolpando la squadra per il trattamento riservato a Lucas. Al cerimoniere della barca incendiata, Karen fa le sue scuse alla madre di un giocatore, e Lucas dice a Nathan che rimarrà in squadra. Peyton riceve un messaggio dall'editore che dice che pubblicherà i suoi disegni.
- Musiche: You Own Me: Sense Field (Album: Living Outside). Glad to Be Alive: Low Flying Owls (Album: Elixir Vitae). Apologies: Bosshouse (Album: N/A). How Good It Can Be: The 88 (Album: Kind of Light). Hang: Mojo Monkeys (Album: Hang). Silence Is Easy: Starsailor (Album: Silence Is Easy). Multiply: Forty Foot Echo (Album: Forty Foot Echo). Stones: Pete Francis (Album: Untold). You Dance: eastmountainsouth (Album: eastmountainsouth).
- Nota. Il titolo fa riferimento al brano cantato dai The New Amsterdams.

## La festa
- Titolo originale: Crash Into You
- Diretto da: David Carson
- Scritto da: Mark Perry

### Trama
Deb, la madre di Nathan, torna a casa. Dopo una partita buona per Lucas, Nathan gli fa i complimenti e lo invita a una festa per la squadra. Lucas decide di andare alla festa con Haley. Arrivati lì, Nathan e Haley fanno finta di non conoscersi. Brooke, Nathan e altri ragazzi commentano il fumetto di Peyton senza sapere che è suo, lei si sente offesa. Deb chiede a Dan come sta Nathan e Dan le dice di aver visto Karen. Brooke chiede a Lucas di giocare a “io mai” ovvero dire qualcosa che non si ha mai fatto, e chi l'ha fatto deve bere un sorso di birra. Nathan dice di non aver mai avuto un padre che lo disprezzasse, Lucas gli risponde male e se ne va. Peyton chiede a Haley come vanno le lezioni con Nathan e capisce che Lucas non sa niente. Haley suggerisce a Lucas di parlare con Nathan, per poter cambiare opinione su di lui, ma Lucas si arrabbia con lei. Nathan parla con Haley e lei gli suggerisce di cambiare atteggiamento. Nathan vede Lucas e Peyton parlare assieme e mette una cassetta di Dan e Karen re e reginetta del ballo scolastico, con una Karen innamorata e felice. Lucas va via in lacrime e tutti ridono tranne Brooke e Peyton. Nathan raggiunge Haley e lei gli dice che non sa più se dargli ripetizioni o no. Nathan si offre di riaccompagnarla a casa. Deb dice a Dan di sentirsi esclusa dalla vita di Dan e fa notare a Dan la sua ossessione per il basket che sta rendendo Nathan infelice. Peyton parla con Brooke ed è sconvolta per il video di prima. Nathan dice a Haley che tiene tanto al basket ma gli sembra di vivere due vite: la sua e quella del padre. Nathan richiede a Haley di continuare con le ripetizioni e Haley accetta a patto che lui la smetta con Lucas. Al ritorno, Nathan sbanda e fa un incidente e Lucas lo vede. Nathan vuole lasciare l'auto (di Peyton) per la strada e dare la colpa a Peyton, Lucas si oppone ma senza risultati. Lucas porta l'auto in officina e Keith lo rimprovera per essersi preso tutte le responsabilità e quindi dover pagare da solo i danni. Lucas trova nella macchina il cappello di Haley. Deb va al Karen's Café e Karen si arrabbia pensando che Dan voglia sorvegliarla, ma Deb dice che si sbaglia e le fa i complimenti per come ha educato Lucas. Deb non vuole ci sia dell'astio tra loro. Peyton e Nathan litigano per l'auto, lui mente e lei se ne accorge. Lucas dice a Karen che non sapeva che lei avesse fatto tanti progetti con Dan, e dice che avrebbe dovuto avere ciò che le spettava di diritto (per il mantenimento di Lucas). Karen gli dice che ha scelto lei di allontanarsi da Dan e da tutto quello che lo riguardava. Deb viene a sapere da Keith la bravata di Nathan con la macchina e dice a Dan che lascerà il lavoro per dedicarsi di più a suo figlio. Nathan va in officina e dice che il padre pagherà tutte le spese, ma Lucas non vuole e dice di star lontano da Haley. Peyton da' a Nathan le sue cose, gli fa una sfuriata e lo lascia. Lucas va da Haley e le chiede di essere sincera con lui nel caso le succeda qualcosa. E le dà il cappello.
- Musiche: Free Time: Kenna (Album: New Scared Cow). Whatcha Gonna Do: Sprung Monkey (Album: Get a Taste). Taken For a Ride: AM Radio (Album: Radioactive). Hopes and Dreams: Buva (Album: N/A). Shake It Down: Bosshouse (Album: N/A). Empty Apartment: Yellowcard (Album: Ocean Avenue). Return to Me: Matthew Ryan (Album: Regret Over the Wires).[1]
- Nota. Il titolo fa riferimento al brano cantato dai The New Amsterdams.

## La partita del cuore
- Titolo originale: All That You Can't Leave Behind (aka Where I End And You Begin)
- Diretto da: Duane Clark
- Scritto da: Ann Hamilton e Mark Schwahn

### Trama
Lucas e Haley litigano e Haley gli rivela di dar ripetizioni a Nathan, ma con la promessa che Nat lasci stare Lucas. Nathan dice a Tim che crede che tornerà presto assieme a Peyton. Lucas chiede scusa a Haley. Un articolo di giornale riguardante Dan e la sua bravura trasmessa ai suoi figli scombussola Dan. Nathan parla con Peyton ma lei insiste: è finita. Lucas vede Nathan e Haley scherzare e si innervosisce. Peyton inveisce contro Brooke durante le prove delle cheer – leader e le fa una scenata. Lucas chiede a Keith di partecipare alla partita padri – figli e Keith accetta. Dan all'officina dice a Lucas che non dovrebbe portare il suo cognome. Dopo, è Lucas a dire a Keith che vorrebbe cambiare cognome. Dan va da Whitey e gli chiede se sia il caso che Lucas e Keith giochino e Whitey dice che lui sarà sconfitto in partenza, perché è lui che ha fatto un errore e può anche negarlo, ma Lucas è suo figlio. Karen dice a Lucas che non importa se lui ha un cognome diverso o no, ma gli ricorda che anche Keith è uno Scott e racconta a Lucas della sua nascita e delle lacrime di gioia di Keith. Nathan cerca Peyton, ma non è a scuola. La trova Whitey nel cimitero, davanti alla tomba della madre. Whitey racconta a Peyton della madre, e dice di essere andato al cimitero per visitare la tomba della moglie. Nathan dice a Haley che lui e Peyton si sono lasciati. Peyton continua a passare col rosso ad ogni semaforo e Lucas cerca di fermarla salendo in macchina e Peyton gli racconta che la madre passò una volta col rosso per andarla a prendere e morì. Dan incontra Keith che gli dice che Lucas è uno Scott, così come lo è Dan e così come lo è lui stesso. Peyton va da Whitey a parlare. Nathan dice a Haley che gli manca Peyton e sa di averla trattata male. Nathan ringrazia Haley e dice che gli fa piacere parlare con lei. Whitey rassicura Peyton dicendole che sua madre sarebbe orgogliosa di lei. Haley dice a Lucas che sta soltanto dando lezioni a Nathan senza altri fini e che non vuole che Lucas la eviti. Keith dice a Lucas di pensare bene alla sua decisione e che lui e Karen sono la sua famiglia, ed è felice di giocare con lui. Deb rassicura Nathan: non è obbligato a giocare, può fare le sue scelte. Lucas incontra Peyton e vorrebbe fare qualcosa per aiutarla. Dan è teso per la partita e dice a Deb che è pieno di rimpianti per il passato, per la gloria, e lo definisce il periodo più bello della sua vita. Nathan chiede a Peyton di trascorrere del tempo assieme dopo la partita e le dice che gli manca. Nathan va incontro a Haley e l'abbraccia (davanti a Lucas) per aver avuto un ottimo voto. Keith dice agli altri genitori di essere un “sostituto” perché un ragazzo non ha il padre, e guarda Dan. Tutti si divertono alla partita tranne Dan che propone a Nathan un confronto per capire chi dei due è il migliore. Keith cerca di tranquillizzare Nathan e i ragazzi. Peyton continua la sua corsa folle e rischia un incidente. Lucas cerca di insinuare che tra Haley e Nathan ci sia di più di ciò che sembra. Dan fa un brutto fallo a Nathan per impedirgli di fare canestro e Lucas lo rialza e gli propone di batterlo. Nathan dice al padre di fare canestro, visto che ci tiene tanto. Dan lo fa e Nathan dice che nella realtà non lo batterà mai. Lucas dice a Keith di essere orgoglioso per averlo avuto come padre per una sera e che terrà il cognome. Peyton chiede a Nathan se sapeva che sua madre era morta sette anni fa, visto che lui non le aveva mai chiesto niente. A fine episodio vediamo una Peyton serena che finalmente passa col verde.
- Musiche: Remedy: Hot Water Music (Album: Caution). Hard to Find: American Analog Set (Album: Promise of Love). I Was On a Mountain: Hot Water Music (Album: Caution). Want to Be Bad: Tegan and Sara (Album: If It Was You). I Don't Want To Be: Gavin DeGraw (Album: Chariot). Glad to Be Alive: Low Flying Owls (Album: Elixir Vitae). Many Rivers to Cross: Jimmy Cliff (Album: Ultimate Collection / Wonderful World, Beautiful People).
- Nota. Il titolo fa riferimento al brano cantato da U2 e Radiohead.

## Ogni sera è un'altra storia
- Titolo originale: Every Night Is Another Story
- Diretto da: Jason Moore
- Scritto da: Mike Kelley

### Trama
Peyton regala a Lucas un cd per ringraziarlo. Nathan invita Haley alla partita. Dan e Deb partono per un'annuale cena d'affari e Dan è preoccupato per non poter seguire la partita. Anche Karen deve partecipare a quella cena e non sa cosa indossare. Brooke riceve le scuse di Peyton e con la sua allegria riesce a ridarle il sorriso. È la prima partita in trasferta per i ragazzi. Brooke parla con Peyton di Haley ed è confusa riguardo ai gusti di ognuno. Nathan e Lucas si insultano durante la partita e finiscono col prendersi a pugni ed essere cacciati dalla partita. Whitey li rimprovera e a fine serata li lascia a piedi sperduti a 50 km di distanza da Tree Hill insieme. Nathan è innervosito dalla situazione. Brooke corrompe un medico a darle degli analgesici per il dolore alla gamba procuratosi dopo la partita. Nathan accetta un passaggio da dei ragazzi della squadra avversaria e Lucas viene obbligato a salire. Brooke si sente “strana” e Haley e Peyton si prendono cura di lei, e Brooke invita a Haley a salire in macchina con lei e Peyton. Alla cena, Keith e Karen incontrano Dan e Deb. Nathan e Lucas sono obbligati dai ragazzi a spogliarsi e a fare spese in un market in mutande. Brooke chiede a Haley se le piace Nathan e lei risponde che sono solo amici. Haley pensa che a Peyton piaccia Lucas. La macchina delle ragazze si ferma. Nathan, Lucas e gli altri vengono invece inseguiti dalla polizia, ma riescono a seminarli. I ragazzi avversari dicono che Nathan e Lucas devono picchiarsi a vicenda, chi vincerà avrà i vestiti e un passaggio a casa. Lucas si oppone ma Nathan gli si scaglia contro, ma è un trucco per avvicinarsi all'auto e prendere le chiavi. Nathan propone di scambiare: ogni chiave un indumento. Keith e Dan si lanciano frecciatine e Karen e Deb li guardano rassegnate. Nathan butta via proprio la chiave dell'auto e scappa con Lucas. Haley e Peyton si confidano su Nathan e Peyton chiede a Haley se le piace. Haley risponde che non ha importanza visto il rapporto tra Nathan e Lucas. Keith parla di Karen a Deb descrivendola in modo magnifico. Keith chiede a Deb come mai sta con Dan e lei dice che in alcuni casi è ancora l'uomo che lei ama, e poi c'è Nathan. Nathan dice a Lucas di non aver buttato le chiavi ma solo il portachiavi. Corrono in macchina ma è impantanata, e scappano a piedi. Nathan dice a Lucas che è fortunato a non avere Dan a fargli da padre e gli racconta di una volta che, da bambino, Dan lo prese a calci. Dan provoca Keith il quale cerca di dargli un pugno. Nathan e Lucas ridono dei ragazzi e Lucas propone di affrontarli. Dan viene a sapere dell'espulsione di Nathan alla partita e Deb gli dice che non è più sicura di conoscerlo. Haley dice a Peyton che Lucas è interessato a lei. Karen dice a Keith che Lucas considerava quella serata come un loro appuntamento e Karen dice che per un po' s'era comportata come se lo fosse. Keith dice a Karen di amarla. Lucas dice a Nathan di trattare bene Haley o se ne pentirà. Lucas e Nathan escono allo scoperto e vedono dei fari di macchina, e Haley e Peyton. Haley, Peyton, Lucas, Nathan e Brooke sono tutti nella stessa macchina, verso Tree Hill.
- Musiche: Cool Kids: Screeching Weasel (Album: Bark Like A Dog). Holiday: Get Up Kids (Album: Something To Write Home About). Impossible: Lucky Town (Album: Any Way I'm Fine). Seven x Eight: Anjali (Album: The World of Lady A). Blueside: Rooney (Album: Rooney). Hypocrite: Jibe (Album: Uprising). Time Running: Tegan and Sara (Album: If It Was You). Holiday: Get Up Kids (Album: Something To Write Home About). Headlights: Dispatch (Album: Who Are We Living For?)
- Nota. Il titolo fa riferimento al brano cantato da The Early November.

## Delusioni
- Titolo originale: Life in a Glass House
- Diretto da: Robert Duncan McNeill
- Scritto da: Mike Kelley

### Trama
Peyton chiede a Lucas se va alla festa degli Scott e cerca di convincerlo ad andarci. Haley continua a dar lezioni a Nathan e lo ringrazia per aver lasciato in pace Lucas. Deb chiede a Keith e Karen se vanno alla festa per gli sponsor della squadra di basket. Karen chiede a Keith di accompagnarla, ma lui non vuole a causa della dichiarazione ma Karen dice di non essere in imbarazzo. Brooke parla con Nathan e gli dice che Peyton vorrebbe riappacificarsi con lui. Jake fa spesso tardi agli allenamenti e Lucas gli chiede come mai si assenta spesso ma Jake divaga. Peyton da' un passaggio a Haley e Haley dice che sia Lucas sia Nathan tengono a Peyton, e Peyton le dice che se a lei piace Nathan deve provarci, ma con cautela. Lucas dice a Karen che andrà alla festa e Karen convince Keith ad andarci. Brooke dice a Peyton che Nathan la rivuole. Brooke programma una serata Nathan-Peyton e Brooke-Lucas. Haley si confida con Lucas e gli dice che le piace Nathan. Lui ci rimane male, ma capisce e le dice di fare attenzione. Deb dice a Dan che Lucas, Karen e Keith verranno e quindi di comportarsi bene. Alla festa Dan fa un discorso mentre i ragazzi si scambiano occhiate reciproche. Con uno scambio di battute con la barista Brooke riesce a prendere un alcolico. Whitey incontra Karen con piacere e le fa i complimenti per Lucas. Brooke invita Lucas ad andare a casa sua, lui rifiuta dicendo che c' è qualcun altro ma Brooke dice che Peyton è già impegnata, e Lucas vede Peyton parlare con Nathan e va via seccato. Deb salva Karen dai pettegolezzi su lei e Keith. Nathan parla con Peyton di ciò che ha saputo da Brooke, lei capisce che è stata Brooke ad organizzare tutto per avere campo libero con Lucas e si mostra gelosa. Brooke trova tra le cose di Nathan un bigliettino di Haley in cui lei dice di chiamarla per qualsiasi cosa. C'è un problema con le torte e Karen si offre di aiutare Deb e chiama Haley per farsi portare delle torte dal locale. Deb parla di Haley con Karen e Karen scopre che Haley da' ripetizioni a Nathan. Brooke propone di giocare ad obbligo o verità e obbliga Peyton a baciare Lucas. Lei lo fa e poi se ne va. Nathan dice a Brooke che lo infastidisce. Lucas raggiunge Peyton e le chiede se era solo un gioco per lei e le dice di no. Sono interrotti da Haley che porta le torte in casa. Karen le dice di restare alla festa e rinunciare al turno. Poi le chiede come mai non le abbia detto di Nathan e si chiariscono. Nathan vede Haley e le chiede di restare. Brooke l'interrompe e svela il contenuto del bigliettino fingendo che Nathan l'abbia letto davanti a tutti. Haley va via ferita. Karen dice a Deb che non voleva che lei le piacesse ma di essere felice di averla conosciuta meglio. Dan le osserva. Karen chiede poi a Deb cosa successe tanti anni fa. Peyton porta Lucas in una stanza, iniziano a spogliarsi e Lucas dice che la vuole e vuole essere nel suo cuore. A queste parole lei è spiazzata e fugge via. Dan li ha ascoltati, va da Lucas e gli dice che è vicino a fare i suoi stessi sbagli. Lucas gli risponde male e se ne va. Brooke è ubriaca e ci prova con Jake, ma lui rifiuta e dice che deve andare. Brooke gli chiede quale sia il suo segreto e lui risponde che la verità la sconvolgerebbe. Karen dice a Dan che non deve aggrapparsi al passato visto che ha una vita attuale splendida. Lucas vede Haley al Karen's Café in lacrime e lui la consola e dice che nemmeno a lui è andata bene. Deb ringrazia Dan per il suo buon comportamento e dice di aver trovato una buona amica in Karen. Nathan trova il bigliettino di Haley e decide di andare da lei. Le chiede di entrare ma lei lo ignora. Jake è a casa sua, suona la chitarra e canta una ninna nanna…alla sua bambina! Nathan trova Brooke a casa sua, addormentata. Peyton è a casa, la web cam accesa e disegna una scena che ritrae lei e Lucas. Lucas dalla sua stanza la osserva tramite internet. Peyton oscura la telecamera.
- Musiche: Play It Straight: Bosshouse (Album: N/A). Kennedy: Kill Hannah (Album: For Never & Ever). She's Got It So Phat: Bosshouse (Album: Female Alt Rock Series 1). Pacific Ocean Blues: Gigolo Aunts (Album: Pacific Ocean Blues). I'll Always Love You: Michael Campion (Album: N/A). She Will Be Loved: Maroon 5 (Album: Songs About Jane). Beautiful One: Johnny Lang (Album: Long Time Coming). Say Yes: Bryan Greenberg (Album: N/A). Calling All Angels: Train (Album: My Private Nation).
- Nota. Il titolo fa riferimento al brano cantato da Radiohead.

## Opportunità
- Titolo originale: The Search For Something More
- Diretto da: John T. Kretchmer
- Scritto da: Jennifer Cecil

### Trama
Peyton racconta a Brooke dell'esito negativo della sua serata. Brooke dice di voler cambiare il suo karma. Nathan va da Haley e le spiega che ha frainteso, Haley gli dice che vuole smettere con le ripetizioni. Brooke vuole riparare a ciò che ha fatto ieri e propone a Peyton di svagarsi e andare ad una festa di universitari. Karen e Deb passano del tempo assieme e Karen dice che l'hanno appena accettata in una scuola di cucina in Italia, per frequentare un corso di 6 settimane, ma dice di non voler andarci. Brooke chiede scusa a Nathan. Nathan dice che non riuscirà a fare pace con Haley, ma Brooke dice che ci penserà lei. Karen propone a Keith di cenare assieme, come un appuntamento. Brooke va da Haley e vuole farsi perdonare e le organizza un appuntamento con Nathan. Lucas sente un messaggio in segreteria e viene a sapere della scuola a cui la madre è stata accettata e dice che lei deve andarci. Brooke e Peyton vanno alla festa e Brooke cerca di fare conquiste. Peyton conosce un ragazzo in una stanza, che ascolta la sua stessa musica. Lucas incontra i suoi vecchi amici del campetto e fanno una partita. Peyton trova affinità con il ragazzo e lui le offre da bere, mettendo però delle pillole nel suo drink. Nathan va a prendere Haley e dice di avere dei biglietti scritti da Brooke che li guida durante l'appuntamento. Nathan dice ad Haley le cose di lei che gli piacciono. Brooke scopre che il ragazzo che ha abbordato va ancora al liceo. Il ragazzo con cui è Peyton cerca di violentarla ma Brooke interviene e la porta via. Keith dice a Karen che lui si accontenta troppo facilmente e dovrebbe aspirare a qualcosa di più. Brooke chiama Lucas e gli chiede aiuto. Deb e Dan parlano di Haley e Dan dice che lui può avere di meglio. Lucas arriva e Brooke lo guida alla camera del ragazzo e Lucas lo prende a pugni. Nathan e Haley finiscono in un negozio di intimo, dove devono farsi un regalo reciproco: lei gli regala dei calzini e lui una sottoveste di seta. Brooke e Lucas si informano sugli effetti delle pastiglie e Brooke piange, ma Lucas le dice che è stata brava a tirare Peyton fuori di lì. Nathan e Haley mangiano assieme in un ristorante e Nathan dice che con lei è diverso, è bello. Karen dice a Keith che nemmeno lei ha raggiunto ciò che voleva, gli dice della scuola e Keith ci rimane male, ma la incita ad andare. Lucas parla a Brooke di Nathan, della sua famiglia, e Brooke dice che nemmeno la sua famiglia è un granché. Brooke dice che vuole continuare a parlare e Lucas ne è felice. Haley spiega a Nathan come ha iniziato a dare ripetizioni. Alcuni amici di Nathan lo vedono con Haley e lui nega che sia un appuntamento. Haley si arrabbia e se ne va. Peyton si sveglia ma non ricorda niente, ringrazia Lucas e si dice dispiaciuta. Lucas accompagna Brooke a casa e si dice stupito del suo comportamento e si scusa per averla giudicata male, e le dice di chiamarlo se ha bisogno. Karen si arrabbia con Lucas per aver fatto tardi ma lui le spiega la situazione. Lucas poi le dice che ha comprato un biglietto d'aereo non rimborsabile e dice a Karen di partire. Nathan aspetta Haley sotto casa, le fa le sue scuse e dice di voler cambiare, ma lei dice che nulla può cambiare le cose. Nathan la bacia e lei gli butta le braccia al collo. Deb si offre di lavorare al Karen's Café e sostituire Karen durante la sua assenza e Karen accetta. Brooke va da Lucas al campo e fa amicizia con Mouth, mentre Lucas la guarda sorridente. Deb dice a Dan del suo lavoro nel locale di Karen. Dan è arrabbiato ma Deb non si scompone. Keith aiuta Karen con i bagagli. Haley insegna a Deb cosa deve fare al locale. A scuola, Haley vede Nathan con i suoi amici e non lo disturba, ma quando lui la vede le va incontro e l'accarezza davanti a tutti. Prima di partire Karen da' un bacio a Keith. Peyton ringrazia Lucas per il suo aiuto e poi va via assieme a Brooke.
- Musiche: Read All About It: Kyf Brewer (Album: N/A). Street Survivor: The Flaming Sideburns (Album: Save Rock N Roll). Sparks: The Man (Album: N/A). Bad Circulation: Witchypoo (Album: Public Works). No Exit: Runaway Cab (Album: On The Upside). Did It For The Drugs Supafuzz. Album: N/A. Fliter Factory: Dee (Album: N/A). Time: Runaway Cab (Album: On The Upside). Breaking Away: Bosshouse (Album: Male Alt Rock Series 3). Dare You To Move: Switchfoot (Album: The Beautiful Letdown). Untold: Pete Francis (Album: Untold)
- Nota. Il titolo fa riferimento al brano cantato da Antifreeze.

## Segnali contraddittori
- Titolo originale: With Arms Outstretched
- Diretto da: Greg Prange
- Scritto da: Mark Schwahn

### Trama
Peyton chiede a Lucas se gli sta bene che sono amici e lui risponde di sì. Nathan prende Haley in disparte e la bacia in un angolo della scuola. Lei ne è felice ma dice che non è il momento. Whitey incita i suoi ragazzi dicendo che la prossima partita sarà decisiva per la loro imbattibilità. Lucas da' a Brooke un libro e lei dice che vuole qualcosa in cambio della sua lettura: fare qualcosa di eccitante con lui. Deb sta lavorando al Karen's Café e viene Dan. Poco dopo entra Lucas, che appena lo vede esce. Nathan parla con Dan e gli dice che lui non farà tanti punti perché è indisciplinato. Nathan chiama Tim e dice di aver bisogno di una marcia in più. Lucas e Keith cenano assieme e parlano di Deb. Tim da' a Nathan degli steroidi. Nathan commette troppi falli e Whitey lo caccia dall'allenamento. Haley chiede a Nathan come sta e gli dà appuntamento per la serata. Whitey dice a Dan che è preoccupato per Nathan e che Dan non deve più dargli addosso. Lucas cerca di parlare con Nathan ma lui si arrabbia e se ne va. Brooke dice a Lucas che ha finito il libro e gli chiede di uscire. Nathan e Haley sono a casa di lei e lui ci prova, forzandola. Lei si arrabbia e lo caccia via, lui si scusa ma lei ripete di andarsene. Peyton pensa a Lucas e lo chiama, quando lui è con Brooke, e Lucas decide di non rispondere. Brooke lo porta in un posto dove sono soli e gli mostra il suo tatuaggio, e si baciano. Lucas torna ubriaco a casa e Keith è preoccupato per lui. Keith vede il tatuaggio che Lucas si è fatto e si arrabbia mostrandosi deluso del suo comportamento irresponsabile. Lucas dice a Haley di Brooke e Haley gli dice di Nathan. Haley chiede a Lucas di Peyton ma lui risponde che sono ormai solo amici. Dan dice a Deb che le vuole aprire un locale tutto suo e che è stanco che lei ripari ad errori che ha fatto lui. Haley e Peyton parlano del rapporto tra Lucas e Brooke e di quello tra Haley e Nathan. Lucas dice a Keith che si preoccupa troppo e lui dice di preoccuparsi sia per sé stesso che per Karen. Nathan risponde male a Haley ma le dice che è perché si sente oppresso dal peso della partita. Nathan gioca benissimo alla partita, ma commette un brutto fallo e si arrabbia. Sviene in mezzo al campo e si risveglia con Dan che lo rassicura. Il medico dice a Dan che Nathan ha preso delle anfetamine ma Dan si arrabbia e non vuole credergli. Whitey dice a Keith di voler lasciare il suo posto prima che qualcuno ci rimetta. Deb si arrabbia con Dan per non averla avvertita delle condizioni del figlio e Dan le rinfaccia di non essere andata alla partita per poter lavorare per Karen. Deb urla e gli dice di andarsene. Haley chiama Nathan ma non lo trova e gli lascia un messaggio, quando se lo ritrova davanti alla porta della sua camera. Lui le manifesta i suoi sentimenti e dice che solo lei conta, nient'altro. Peyton va da Lucas e si scusa e dice di volere le stesse cose che lui vuole da lei. Brooke spunta dall'altra stanza, con solo una maglia di Lucas addosso e Peyton fa per andarsene. Whitey decide di sospendere gli allenamenti. Nathan chiede a Haley se può restare a dormire da lei e lei accetta. Lucas è tra due fuochi e continua a guardare Peyton, e poi Brooke, visibilmente ferita.
- Musiche: Hanging On For Hope: The New Amsterdams (Album: Worse For The Wear). Push It Up: Cham Pain (Album: N/A). Rain King: Counting Crows (Album: Films About Ghost: The Best Of The Counting Crows). Shabby Girl: Electric Farm (Album: N/A). Yesterdays: Pennywise (Album: From The Ashes). Fallen: Sarah McLachlan (Album: Afterglow). Re-Offender: Travis (Album: 12 Memories).
- Nota. Il titolo fa riferimento al brano cantato da Rilo Kiley.

## Rapporti difficili
- Titolo originale: You Gotta Go There To Come Back
- Diretto da: Keith Samples
- Scritto da: Mike Kelley

### Trama
Brooke porta la colazione a Lucas e Lucas la presenta a Keith. Nathan sta per andare via da casa di Haley e lei si scusa perché non è successo nulla tra loro la notte scorsa, ma Nathan dice che non deve scusarsi e che quando lei sarà pronta faranno l'amore. Dan chiede scusa a Deb e lei gli dice di passare più tempo con Nathan. Lucas e Haley parlano di Brooke e Peyton e Lucas difende Brooke e dice di stare bene assieme a lei. Brooke va da Peyton e le chiede come mai era andata da Lucas e Peyton risponde: per un cd. Lucas, Nathan e gli altri trovano il cartello di Whitey e il coach dice che gli allenamenti sono sospesi. Lucas cerca di chiarire con Peyton, che però nega di pensare davvero ciò che ha detto e gli dice che sta bene assieme a Brooke. Haley e Deb parlano di organizzare qualche spettacolo e Deb dice che Nathan è fortunato ad avere una ragazza come Haley. Brooke cerca di far divertire Peyton e le dice che lei viene prima di tutto e che non vuole rompere la sua amicizia con lei, per nessun ragazzo. Dan va da Whitey furioso per la sospensione degli allenamenti ma Whitey non cambia idea. Dan dice a Nathan che trascorreranno un week end assieme fuori città. Lucas trova Deb al supermercato e lei gli chiede consigli sull'organizzare degli spettacoli al locale, ma Lucas è sfuggevole. Brooke non si accorge di Deb poco distante e va incontro a Lucas con dei preservativi e della panna montata in mano. Deb va via imbarazzata. Brooke e Lucas ci ridono sopra. Dan parla con Nathan della crisi con Deb. Deb parla con Keith dell'incontro con Lucas in mattinata e Keith decide di non dirlo a Karen per non agitarla. Haley chiede a Peyton di realizzare un bel volantino per lo spettacolo. Brooke e Lucas sono in camera di lui quando Keith li interrompe e dice a Lucas di salutare Brooke. Keith se la prende con Lucas perché era assente quando Karen ha chiamato. Lucas dice che lui non ha nessun diritto su di lui ma Keith dice di averli finché Karen è via. Lucas va da Jake e gli chiede di uscire ma Jake non può. Lucas gli chiede spiegazioni e Jake lo porta in casa e gli presenta sua figlia Jenny. Lucas dice a Jake di non nasconderla, anche se lo fa per proteggerla. Peyton e Haley parlano e Peyton dice che Brooke le sta facendo del male ma non lo sa. Dan e Nathan giocano a golf e anche lì la voglia di prevalere prende in Dan il sopravvento. Nathan si arrabbia e gli dice di concedere il divorzio a Deb. Keith va da Whitey a chiedergli un consiglio riguardo Lucas e Whitey dice di lasciarlo fare. Peyton incontra Gavin DeGraw e gli chiede di suonare al Karen's Café. Lucas si scusa con Keith e Keith dice che ci sarà sempre per lui. Lucas si complimenta con Deb per il lavoro svolto e le dice che se ha problemi con lui può parlarne direttamente. Brooke e Peyton si siedono assieme e Lucas si unisce a loro, ma Peyton va subito via. Brooke la raggiunge e Peyton dice di sentirsi il terzo incomodo e che le manca la sua amica. Brooke la rassicura e la invita a rientrare. Jake porta Jenny con sé al locale e la presenta agli altri e canta davanti a tutti, e davanti ad una Peyton piacevolmente sorpresa. Nathan va al locale e dice a Deb che la vacanza non è andata bene. Peyton va da Jake e si complimenta con lui. Gavin DeGraw arriva al locale e canta. Lucas chiede a Nathan di giocare al fiume tutti assieme. Mentre i ragazzi giocano le ragazze si occupano di Jenny. Whitey e Keith osservano il gioco pulito e di squadra dei ragazzi, compiaciuti. Deb dice a Dan che è troppo competitivo e autoritario e che lei sarebbe capace di vietargli di vedere Nathan
- Nota. Il titolo fa riferimento al brano cantato dagli Stereophonics.

## Le strade del cuore
- Titolo originale: The Living Years
- Diretto da: Thomas J. Wright
- Scritto da: Mark Perry

### Trama
Nathan, Dan e Deb vanno da una psicologa ma non riescono a discutere civilmente, chiedono a Nathan di scegliere tra di loro, ma lui va via stanco di entrambi. Lucas e Brooke sono in biblioteca e lei lo convince a seguirla. Brooke lo porta a fare un bagno in una jacuzzi che Lucas scopre non essere proprietà dei genitori di Brooke. Il padre di Peyton, Larry, torna a casa ma Lucas non lo conosce e lo scambia per un ladro. Brooke chiede a Peyton consigli su come comunicare di più con Lucas e Peyton le dà un cd da dedicargli. Nathan parla con Haley della sua situazione familiare e della sua titubanza a partecipare agli allenamenti. Brooke da' a Lucas il cd ma Lucas capisce che lei non conosce quel gruppo e consegna il cd a Peyton che cerca di giustificarla. Nathan va da Keith che si mostra disponibile a parlare e gli racconta del suo passato col basket. Jake porta Jenny agli allenamenti e Peyton si offre di badare a lei. Brooke dice a Lucas di volerlo conoscere meglio e di voler essere coinvolta nelle cose che fa. A cena, Dan scopre che Nathan ha saltato gli allenamenti e va su tutte le furie. Nathan e Haley dovrebbero studiare, ma Nathan le propone di andar via. Haley accetta e si ubriacano in spiaggia. Dan li scopre e li riporta a casa, ma nel frattempo Haley gli vomita sui pantaloni. Larry parla con Peyton riguardo un'offerta di lavoro molto importante, che potrebbe fruttargli molti soldi, ma dovrebbe star via ancora di più. Peyton gli dice di accettare. Brooke vede Lucas, Peyton e suo padre scherzare assieme e si ingelosisce. Nathan si confida con Whitey, il basket gli piace ma gli sta rovinando la vita. Brooke dice a Peyton che Lucas vuole tenere il piede in due staffe, ma Peyton la rassicura e le dice di fidarsi di lei, di lui e di sé stessa. Lucas parla col padre di Peyton e questi capisce di quanto si senta sola Peyton. Nathan si scusa con Haley per averle fatto saltare delle lezioni, e le dice di non volerla cambiare. Larry dice a Peyton che ha rinunciato al lavoro per uno più in vicinanza e Peyton è entusiasta. Brooke dice a Lucas che è spaventata dal fatto che non condividano molte cose e che è seriamente presa da lui. Lucas dice che prova lo stesso per lei. Dan dice a Nathan che qualunque cosa sceglierà in merito al basket capirà. Nathan dice a Lucas che ha deciso, ha chiuso col basket.
- Nota. Il titolo fa riferimento al brano cantato da Mike + The Mechanics.

## Cena di compleanno
- Titolo originale: Crash Course in Polite Conversation
- Diretto da: Sandy Smolan
- Scritto da: Jessica Queller

### Trama
Peyton parla con suo padre tramite web cam e arrivano Brooke e Lucas, a cui chiede aiuto per aggiustare la macchina del padre. I genitori di Dan arrivano a Tree Hill e Dan chiede a Deb di non dir loro della separazione. Il padre di Dan va al Karen's Cafe' e chiede di Karen e Lucas a Haley. Peyton è un po' preoccupata per non poter comunicare col padre che è in mare. Nathan parla di suo nonno ad Haley e dice che è insopportabile e le chiede di venire alla cena. Alla cena di famiglia arriva anche Keith, che porta Whitey con sé. Peyton va in lacrime dai ragazzi dicendo che la barca è dispersa e un corpo è stato recuperato, e lei deve controllare se sia o meno suo padre. Brooke si offre di rimanere a casa di Peyton in caso di telefonate improvvise, e chiede a Lucas di accompagnare Peyton e di calmarla. La cena non va per il meglio: Royal, il padre di dan continua a parlare di basket. Haley prende da parte Nathan e gli dice che suo nonno ha chiesto di Karen. Il ponte è bloccato e Peyton e Lucas sono costretti a interrompere il loro viaggio. Nathan dice che ha lasciato il basket, il nonno è furioso e lui gli rinfaccia il fatto di Karen. Deb spiega la situazione di Nathan, della droga e delle pressioni di Dan, e la nonna May rivela a tutti che Dan era stanco del basket perché Royal lo ossessionava e lei decise di coprirlo dicendo che la lesione al ginocchio era irreversibile anche se in realtà non lo era. Dan parla con Nathan del suo passato, dicendo di essersi reso conto poi che il basket gli era indispensabile, di averci riprovato ma le ginocchia non rispondevano a dovere. Peyton e Lucas sono in un motel, lei è presa da mille paure e lui cerca di farle forza. Deb ce l'ha con Dan per non averle detto la verità, poi parla con May, che dice di aver detto la verità perché la storia non si ripeta. Peyton va a riconoscere il cadavere, e non è suo padre. Lucas chiama Brooke e lei dice che Larry è stato trovato e sta bene. Nathan dice ad Haley che l'unico modo per liberarsi di suo padre è batterlo e decide di rientrare in squadra. Peyton si accorge di aver perso il braccialetto che le aveva regalato suo padre e torna al motel, trovandolo. Presa dall'emozione bacia Lucas e si spogliano. S'interrompono pensando a Brooke. Lucas cerca di parlare con Peyton su ciò che è appena successo. I genitori di Dan partono, e Lucas e Peyton tornano, scambiandosi occhiate colpevoli.
- Nota. Il titolo fa riferimento al brano cantato da Gameface (Jess Caudill).

## Appeso a un filo
- Titolo originale: Hanging by a Moment
- Diretto da: John Behring
- Scritto da: Mark Schwahn

### Trama
Haley fa degli incubi riguardo alle sue pessime prestazioni a basket. Lucas e Peyton si sentono in colpa nei confronti di Brooke, ancora ignara di tutto, che propone loro di rivoluzionare la stanza di Peyton. Dan e Deb sono in terapia, e alla domanda sul perché Dan sia rimasto con Deb lui risponde di aver sempre visto un futuro con lei. Lucas si toglie la collana di Brooke da dosso e va da Peyton, dicendole che non riesce a dimenticare. Peyton cerca di calmarlo ma lui la bacia. Poi parlano e dicono entrambi di volere che la loro storia funzioni. Haley chiede a Lucas di aiutarla in educazione fisica. Lucas sta per confidarsi con lei riguardo Peyton, ma sono interrotti da Brooke. Keith va da Whitey per festeggiare le 500 partite vinte da lui, ma Whitey gli confida di voler abbandonare il basket. Nathan vede Haley allenarsi e l'aiuta nei tiri. Dan incontra una donna sulla spiaggia che gli si mostra “disponibile”. Mentre Brooke, Peyton e Lucas sono a casa di Peyton Brooke prende l'amica in disparte e le confida di essere innamorata. Peyton dice a Lucas che non può fare questo a Brooke. Brooke e Lucas parlano di Keith e Karen, e Brooke dice di voler fare una buona impressione alla madre di Lucas. Peyton parla con Haley in cerca di consiglio, essendo stata anche lei tra due fuochi, ma Haley le dice che sono due situazioni diverse e non può aiutarla. Whitey chiede a Nathan se la sua presenza lo abbia cambiato, ma Nathan non gli dà una risposta soddisfacente. Dan dice al figlio che ha fatto bene a rientrare in squadra, Whitey va a trovare la moglie al cimitero e Keith prende dei fiori per il ritorno di Karen. Keith va da Dan e quest'ultimo lo accusa di avergli remato contro in ogni occasione, e gli dice che non avrà mai neppure una speranza con Karen. Keith si confida con Deb riguardo al bacio di Karen e lei lo rassicura. Carrie, la nuova vicina di Dan, va a trovarlo. Lucas e Peyton si vedono di nascosto e si baciano ancora, con Haley che li vede e va via delusa. Carrie ci prova con Dan, che respinge le sue avances dicendo di essere sposato, ma proprio in quel momento arriva Deb che fraintende tutto. Haley litiga con Lucas accusandolo di avere un comportamento scorretto e volano parole grosse. Dan cerca di chiarire con Deb, ma è tutto inutile; dice di amarla, ma quando lei ha già chiuso la porta dietro le sue spalle. Nathan esorta Whitey e gli dice che per lui è contato tantissimo, e che ha ancora bisogno di lui. Il coach decide di restare. Haley parla con Nathan di Lucas e lui fa notare come si siano invertiti i ruoli. Dan dice a Deb di voler tornare a casa sua, ma Deb vuole il divorzio. Keith e Lucas sono in macchina, diretti verso l'aeroporto, quando Keith fa un incidente: Lucas è svenuto. Dan si trova poco distante e li soccorre portandoli in ospedale, dicendo che Lucas è suo figlio. Karen viene avvertita all'aeroporto, intanto Lucas viene operato e le sue condizioni peggiorano, tanto che l'elettrocardiogramma va a 0.
- Nota. Il titolo fa riferimento al brano cantato da Lifehouse.

## Il risveglio
- Titolo originale: I Shall Believe
- Diretto da: Greg Prange
- Scritto da: Jennifer Cecil

### Trama
Lucas è grave ma l'intervento continua. Karen chiama Haley e le dice di Lucas. Haley è arrabbiata con Nathan perché le ha detto che aveva iniziato a frequentarla per dar fastidio a Lucas. Peyton sta per dire a Brooke di lei e Lucas, ma Haley la interrompe. Karen va da Keith disperata e Keith le dice che è stato Dan a salvare Lucas. Brooke arriva in ospedale in lacrime e Keith la presenta a Karen. Il medico arriva e dice che Lucas ce la farà pur essendo stato molto grave. Peyton cerca di capire come mai Haley non vuole andare a trovare Lucas, ma Haley non vuole parlarne. Karen viene a sapere che Keith ha bevuto e gli chiede spiegazioni, ma lui si giustifica dicendo di non essere ubriaco. Karen lo rimprovera dicendo che lui aveva la sua piena fiducia, e lo caccia via. Haley dice a Peyton della lite con Lucas, ma dice anche di voler andare da lui e di voler essere accompagnata da lei. Deb va in ospedale e rassicura Karen sulla sorte del locale, e Karen le dice del gesto di Dan. Peyton va a trovare Lucas e Karen la vede. Peyton le racconta di sua madre, e poi le racconta della lite di Haley. Nathan chiede a Haley le condizioni di Lucas e la esorta ad andarlo a trovare. Deb chiede a Nathan cosa prova riguardo alla separazione dei suoi genitori, e Nathan dice di stare bene. Haley e Peyton vanno da Lucas, ma Haley non ce la fa ad entrare e va via. Deb va da Keith e lo aggiorna sulle condizioni di Lucas, Keith dice che Karen non lo vuole intorno e Deb lo rassicura dicendo che le passerà. Karen viene a sapere che la terapia di Lucas è molto costosa e l'assicurazione non coprirà i costi. Whitey va in ospedale e consola Karen che dice di essere impreparata ad un avvenimento del genere, Withey dice a Karen di non prendersela con Keith. Jake ed altri ragazzi sono al campetto e registrano dei pensieri per Lucas tramite una videocamera. Dan dice a Deb di voler sospendere le sedute dalla psicologa se lei vuole separarsi da lui, e le ricorda di quando era lei a doversi far perdonare qualcosa. Haley racconta a Peyton dello screzio con Nathan e Peyton le dice che Nathan tiene seriamente a lei. Haley vorrebbe scusarsi con lui…e Peyton vorrebbe parlare con Lucas e dirgli che lo ama. Keith porta una cosa per Lucas, e viene a sapere per caso dei problemi col pagamento e paga al posto di Karen. Peyton esorta Nathan a chiarire con Haley. Karen dice a Brooke che non le piace il tatuaggio di Lucas e Brooke si scusa. Brooke pensa di non piacerle, ma Karen dice invece di apprezzare il modo in cui si prende cura di Lucas. Deb dice a Karen che lei e Dan stanno divorziando e Karen ne è dispiaciuta. Il legale di Deb va da Dan ma lui non vuole firmare e dice che in tribunale potrebbe uscir fuori molte cose interessanti. Nathan va da Lucas e gli parla di Haley, e gli dice che deve farcela. In quel momento Lucas si sveglia e tocca la mano di Nathan. Nathan va da Haley e le dice che Lucas si è svegliato, che lui era andato a trovarlo, per dirgli che lei lo pensava. Nathan le dice di aver sbagliato, ma quello sbaglio gli ha permesso di conoscerla, e di cambiare. Poi le porge la mano e le dice di andare insieme da Lucas. Peyton fa un disegno per Lucas al campetto. Karen va da Dan, che pensa che lei sia arrabbiata per aver dato da solo il consenso all'operazione, invece lei lo abbraccia e lo ringrazia. Haley va finalmente da Lucas, che dice che gli è mancata; lei piange tra le sue braccia. Karen torna finalmente a casa sua e vede il cartello di bentornato che le avevano preparato, si siede e piange.
- Nota. Il titolo fa riferimento al brano cantato da Sheryl Crow.

## All'improvviso ogni cosa è cambiata
- Titolo originale: Suddenly Everything Has Changed
- Diretto da: David Carson
- Scritto da: Mark Perry

### Trama
Lucas chiede all'infermiera che lo cura se potrà giocare ancora, e lei gli dice che la sua spalla è gravemente danneggiata. Lucas chiede a Karen se Peyton è venuta a trovarlo mentre era in convalescenza, e Karen risponde solo una volta. Brooke va Lucas, lui la lascia e lei va via in lacrime. Deb e Dan sono dal giudice e lui cerca di ricattarla mettendo in mezzo il passato. Lucas fa un sogno in cui si bacia con Peyton e poi Brooke li scopre. Peyton raggiunge Lucas, lo bacia e gli dice di non essere andata all'ospedale per la presenza di Brooke. Lui dice di aver lasciato Brooke, ma c'è ancora il resto da dirle. Karen parla con Lucas di Brooke e dice che le ha fatto una buona impressione, ma Lucas le dice che l'ha lasciata. Brooke tenta di chiamare Peyton ma rifiuta la chiamata, poi la trova con Haley e le dice ciò che è successo con Lucas. Jake chiede a Lucas una buona parola con Karen per lavorare al Cafè. Karen e Keith continuano ad evitarsi, poi Karen dice che gli ridarà i suoi soldi. Jake ottiene il lavoro, ma riceve la chiamata di suo padre che gli dice che nessuno può occuparsi di Jenny e deve andare. Lucas e Peyton chattano, Brooke va da Karen e le porta una tisana per Lucas, e Karen le mostra delle foto del suo viaggio. Lucas sente Karen e Brooke confidarsi. Nathan dice ai suoi genitori di non voler stare assieme a nessuno dei due, ma Deb lo convince a stare con lei. Lucas va a casa di Peyton e le dice di voler stare assieme a lei e risolvere la questione con Brooke. Lucas si sente male e subito Peyton chiama Karen, mentre Brooke entra nella stanza di Lucas. All'ospedale Lucas mente dicendo di esser stato al campetto e di aver incontrato Peyton per caso. Dan dice che lotterà per avere Nathan e dice al figlio che scoprirà i segreti di Deb scegliendola. Karen capisce che Lucas non si sta comportando bene con Brooke, e Lucas le dice lo stesso su Keith. Jake dice a Karen di dover rinunciare al lavoro per badare a Jenny, ma Karen dice che può portarla al lavoro e tenerla nel vecchio lettino di Lucas sul retro. Nathan chiede a Deb cosa nasconde, ma lei non risponde e lui va via con Dan. Karen va da Keith dicendogli che non sa come comportarsi, anche perché quello che è successo non cambia. Peyton parla con Lucas e dice di non poter fare questo a Brooke e gli racconta di quanto le sia stata vicina dopo la morte di sua madre. Dice di non poter continuare la storia. Nathan dice a Haley di voler vivere alla giornata con lei, e le chiede di cantare. Keith mette in vendita l'officina. Brooke va da Peyton e le dice di aver scoperto tutto, grazie al PC. In quel momento anche Lucas sta guardando dalla webcam e ha seguito la scena.
- Nota. Il titolo fa riferimento al brano cantato da The Flaming Lips.

## Amicizie in fumo
- Titolo originale: The First Cut Is the Deepest
- Diretto da: Robert Duncan McNeill
- Scritto da: Mike Kelley

### Trama
Brooke e Peyton si evitano. Jake chiede a Peyton se può accudire Jenny per una serata. Dan regala a Nathan una macchina, ma lui pensa che suo padre voglia comprarlo. Lucas vuole recuperare per rientrare in squadra ma si sforza più del dovuto. Incontra Brooke e le dice che è dispiaciuto, ma lei lo tratta male. Peyton incontra Brooke e cerca di parlarle, Brooke le chiede se ama Lucas, ma Peyton non sa dare una risposta. Keith e Dan parlano sul comprare l'attività e poi rivenderla a tempo debito. Lucas si confida con Haley e le spiega la sua situazione difficile a scuola e con Dan, poi va via. Karen chiama Peyton e le chiede se sa dove sia Lucas. Peyton va da Brooke e lo chiede a lei, che nemmeno sa nulla. Lucas è a un locale, e conosce una ragazza di nome Nikki. Karen dice a Keith che può aiutarlo dandogli dei soldi, ma Keith rifiuta. Brooke e Peyton arrivano al locale, e scoprono che Lucas è andato via con una ragazza, e decidono di bere. Lucas e Nikki passano una notte di fuoco al Luna Park, quando arriva il momento delle confidenze Nikki sparisce nel nulla. Lucas torna a casa e parla con Karen: ha combinato tanti casini ma vuole imparare dai suoi errori. Keith va da Dan e firma la cessione, Karen intanto chiede a Deb di mettersi in società, ma lei rifiuta per passare più tempo con Nathan. Haley e Nathan cercano biglietti per assistere al concerto di Sheryl Crow, ma senza successo. Lucas va da Whitey e gli dice di cedere il suo posto ad un altro se ha bisogno. Deb confida a Nathan il suo segreto: l'aver lasciato, anni prima, Nathan da solo con Dan, per vivere una storia con un altro uomo e di aver mentito dicendo di lavorare. Nathan rimane sconvolto e arrabbiato per averlo abbandonato. Keith trova la sua officina con l'insegna “Dan Scott” e va su tutte le furie. Jake torna a casa, e propone a Peyton di restare a mangiare e a vedere un film. Nathan va da Deb e le consegna un'istanza di emancipazione. Lucas va da Brooke e ammette le sue colpe, ma lei non vuole le sue scuse. Sheryl Crow va a prendere un caffè al Karen's Cafè quando Haley è di turno. Haley incespica parole dietro l'altra e poi riesce a chiedere alla Crow di cantare per lei. Sheryl accetta e Nathan scatta delle foto. Deb va da Dan a dirgli dell'istanza. A casa Jake trova un ritratto di Jenny fatto da Peyton. Bussano alla porta, è Nikki, che chiede come stia sua figlia.
- Nota. Il titolo fa riferimento al brano cantato da Cat Stevens.

## Stretta finale
- Titolo originale: Spirit in the Night
- Diretto da: Duane Clark
- Scritto da: Terrence Coli

### Trama
Lucas invita Haley ad unirsi agli altri nell'andare all'annuale gara di cheerleader a Charlotte. Nathan ha finalmente preso un appartamento per sé. Brooke è impegnatissima nelle prove con le altre cheerleader per la gara che vuole assolutamente vincere. Brooke invita Mouth a spiare le cheerleader concorrenti e Mouth accetta. Whitey chiede a Lucas come va la sua spalla, e invita sia lui che Nathan a lavorare assieme, e Nathan dovrà ricevere suggerimenti da Lucas. Karen invita a cena Keith come ai vecchi tempi. Karen è invitata a rivestire il ruolo di chaperon nel viaggio dei ragazzi. Keith è furioso con Dan per prevaricarlo in ogni decisione in merito alla sua attività. Nathan non vuole allenarsi con Lucas ma lui lo sprona, ma Nathan dice che riuscirà a giocare come vuole. Larry Sawyer e Karen vengono presentati da Whitey: saranno i due chaperones. Nathan si propone di caricare tutti i pon pon delle cheerleader sulla sua auto, e invita Haley a fargli compagnia. Whitey assegna le stanze e Nathan e Lucas si ritrovano nella stessa camera, così come Brooke e Peyton, ed è Peyton a proporre una tregua a Brooke. Peyton trova Jake e lui dice che gli manca Jenny. Brooke incontra le sue avversarie e le fronteggia. Nathan porta Haley nella sua stanza e la bacia, Lucas entra e li vede e va via innervosito. Karen chiama Keith e rimanda la cena a causa del suo ruolo di accompagnatrice. Una cheerleader ha la varicella e Brooke va in crisi, Peyton chiede a Haley di sostituirla. Dan cerca di dire a Keith come fare il suo lavoro, cosa che fa infuriare Keith. Karen e Larry controllano le camere e tutto è tranquillo. In realtà tutti escono poco dopo il controllo. Karen va da Brooke e Brooke si confida con lei. Peyton propone Haley a Brooke e lei parte in quarta riportando tutte le ragazze in sala prove. Le concorrenti le vedono e le prendono in giro e poi vengono cacciate da Peyton. Mouth simula a Brooke la coreografia avversaria in modo perfetto stupendo tutti per la sua agilità. Jake e Lucas parlano di Nathan e Haley. Tutti i ragazzi sono in un locale, ma scappano appena vengono a conoscenza che in programma c'è uno spogliarello maschile. Nathan va in palestra e Lucas gli fa compagnia, parlandogli. Brooke porta le ragazze in una vasca idromassaggio. Nathan vede Haley vestita da cheerleader. Haley dice a Lucas che dovrebbe essere felice per lei e stare dalla sua parte. Anche i ragazzi si tuffano in piscina e inizia una lotta in acqua. Vengono scoperti da Whitey, e loro rimangono come paralizzati dal terrore. L'ira di Whitey si riversa però sui due accompagnatori, che dopo aver ricevuto una dura ramanzina scoppiano in una risata. Nathan e Lucas parlano durante la notte e Nathan dice che Haley non è cambiata da quando non stava con lui, che forse è Lucas ad avere un problema, non lei. Le cheer avversarie si esibiscono in modo perfetto, Brooke rincuora le sue ragazze e queste danno il meglio di loro. Ciò non basta, e le ragazze perdono. Ma Brooke riceve il premio come miglior coreografia, e viene ricompensata del suo duro lavoro. Brooke ringrazia Peyton per averle dato il suo supporto in quest'occasione. Lucas va da Haley a farle i complimenti, e lei dice che prima o poi dovrà accettare Nathan. Alla partita Nathan riesce a fare canestro e Haley vede persino Lucas tifare per Nathan. Il coach arriva a 500 partite vinte e continua la sua stagione imbattuta. Keith dice a Dan che vuole andarsene. Mouth viene ringraziato dalle ragazze e da Brooke in particolare, che ringrazia anche Haley. Haley vede Nathan e Lucas scherzare e si meraviglia. Peyton e Lucas vedono i rispettivi genitori parlare e flirtare. Brooke vede Lucas e Peyton vicini e si rabbuia. Dice a Peyton che è stato bello non pensare ai rispettivi problemi, ma ciò non cambia il passato. Peyton si dice intenzionata ad esserle amica. Keith vede Karen e Larry insieme, lei li presenta ma Keith va via subito. Brooke vede una sua foto con Peyton e Lucas, la strappa e poi piange. Lucas si allena e riesce a fare canestro. Nathan va nel suo nuovo appartamento, ancora vuoto.
- Nota. Il titolo fa riferimento al brano cantato da Bruce Springsteen.

## Salto nel passato
- Titolo originale: To Wish Impossibile Things
- Diretto da: Billy Dickson
- Scritto da: Mark Schwahn

### Trama
Whitey è impegnato nell'asta dei “Boytoy”. Brooke vorrebbe andarsene con il ragazzo comprato da lei ma non può perché non paga in contanti. Haley e Peyton parlano delle offerte: Haley vorrebbe fare un'offerta per Lucas e Peyton per Jake. Tim si esibisce e viene comprato da Deb. Jake si esibisce travestito da corvo e fa divertire tutti, e viene comprato per 100 dollari. È il turno di Lucas, piuttosto imbarazzato, ma le offerte non mancano, e Haley riesce e comprarlo per 115 dollari. L'ultimo è Nathan che con la sua performance fa impazzire tutte…spogliandosi! Haley cerca di convincere Peyton a comprarlo per sottrarlo alle grinfie delle altre. È un duello all'ultimo centesimo, e Peyton la spunta. Anche Mouth viene notato e messo all'asta, e Brooke lo compra per 200 dollari. Il padre di Peyton, Larry, invita Karen a cena. Jake incontra la sua acquirente: Nikki. Brooke si sente in imbarazzo con Mouth perché aveva altri programmi per la serata, Mouth la lascia libera, ma Brooke decide di portarlo con sé. Haley vede Peyton e Nathan scherzare ed è un po' gelosa. Jake e Nikki parlano e mangiano assieme, Nikki dice di aver fatto uno sbaglio e Jake dice che ancora non riesce a capacitarsi che lei abbia abbandonato Jenny. Karen e Larry cenano assieme e parlano di Keith. Haley porta Lucas sul loro terrazzo e parlano. Brooke porta Mouth in un locale e lui fa colpo su una ballerina poco vestita. Peyton e Nathan parlano del loro vecchio rapporto, dopo di che lui la butta in piscina, e si divertono. Anche Lucas e Haley si stanno divertendo, gettando palloncini bagnati. Brooke porta Mouth in un privé dove Mouth vede per la prima volta dal vivo una ragazza spogliata. A casa di Deb, Tim fraintende le intenzioni di Deb che l'aveva comprato per fargli svolgere dei lavoretti in casa e si spoglia. Mentre si riveste arriva Dan che interpreta male la situazione. Lucas vede il tatuaggio di Haley (un 23 tatuato sulla schiena) e pensa sia stato Nathan a convincerla a farlo, ma lei dice che lui non sa nulla. Haley dice di essere innamorata e di non far altro che pensare a lui. Lucas le chiede come mai non abbia comprato Nathan al posto suo ma Haley dice che voleva ricordare il passato, quando era più facile, con solo loro due. Peyton e Nathan parlano della loro storia e Nathan si chiede come sia finita, ma entrambi convengono che con Haley lui è diverso, migliore, e Peyton dice che non farà niente che possa ferirla. Nikki cerca di sedurre Jake, dice che potrebbero essere una famiglia e lo bacia. Jake la interrompe e la mette alla prova: comprare delle cose per Jenny per constatare se è una buona madre. Keith va da Whitey che lo sprona a mostrare i suoi sentimenti a Karen. Brooke si trova bene con Mouth, e gli chiede come mai non abbia una ragazza. Mouth chiede a Brooke cosa vuole da un ragazzo. Lei risponde che vuole uno che la faccia ridere, che la desideri e che le dia fiducia. Nikki torna dopo aver fatto la spesa e Jake critica tutti i suoi acquisti, ritenendoli inadatti a Jenny. Nikki dice a Jake di amarlo, lui le dice che non ha più bisogno di lei, che lei lo ha lasciato e così farà lui ora. Brooke e Mouth vanno a ballare, Brooke trova un ragazzo e lui dice di conoscerla e di aver fatto sesso con lei. Lei non ricorda nulla e va via molto scossa. Mouth le viene incontro, parlano di Lucas, e Brooke piange sulla sua spalla. Larry e Karen vanno in un campo di football. Scavano e trovano un vecchio cofanetto di Karen. Whitey li trova, e con lui c'è anche Keith, che appena li vede va via. Nathan ammette a Peyton di averci provato con lei. Dice che sentirà sempre qualcosa per lei, ma che con Haley è diverso. Peyton dice di essere orgogliosa di lui e del suo cambiamento. Lucas e Haley vanno da Nathan. Lucas vede dalla finestra Nathan che da' un bacio a Peyton (pegno di ogni boytoy verso la propria acquirente) e dice a Haley che Nathan non è in casa. Mouth dice a Brooke che è stata un'esperienza indimenticabile e le parla di Lucas, del bravo ragazzo quale lo ritiene, e dell'aiuto di Lucas nei suoi confronti in passato. Brooke da' un bacio a Mouth, che la ringrazia per la più bella serata della sua vita. Lucas accompagna Haley a casa. Devono darsi un bacio come da regolamento, e lo fanno un po' schizzinosi, poi si abbracciano. Nikki va da Jake e lui dice che ha promesso a sé stesso che Jenny non avrà un cuore spezzato come il suo. Larry accompagna Karen e le dice che gli piace, e Karen ricambia, ma c'è una storia con Keith di cui non sa se ci sarà un futuro. Larry la bacia e va via. Dopo poco arriva Keith che dice a Karen che le ultime settimane sono state terribili per lui. Le dà un anello e le chiede di sposarlo, perché l'ama da sempre. Lucas è al campetto e arriva Brooke che deve parlargli. Crede di essere incinta.
- Nota. Il titolo fa riferimento al brano cantato dai The Cure.

## La storia si ripete
- Titolo originale: How Can You Be Sure?
- Diretto da: Thomas J. Wright
- Scritto da: Karyn Usher

### Trama
Lucas chiede a Brooke se è sicura di essere incinta e lei dice che ha un ritardo. Lui propone di andare a comprare un test di gravidanza. Karen non sa che dire a Keith, gli vuole bene ma ha bisogno di trovare un'altra parte di sé stessa. Gli dice che non può sposarlo. Brooke fa vedere a Lucas il test: è positivo. Lei piange e lui cerca di calmarla, dice che l'accompagnerà dal dottore ma lei vuole andarci da sola. Haley sveglia Nathan e si baciano. Nathan nota il tatuaggio di Haley ma non le dice niente. Dan vede Lucas e Brooke uscire dall'ospedale. Lucas fa una sfuriata a Nathan dicendo che l'ha visto baciare Peyton. Nathan dice che era la regola, ma Lucas va via furioso. Nikki va da Jake e c'è anche Peyton. Nikki gli offre dei soldi, ma Jake dice di non volere né soldi né tantomeno la sua presenza. Lucas chiede a Brooke novità, lei gli sfugge, e Lucas le chiede se è sicuro che sia suo. Lei si arrabbia e dice che lo è. Dan va da Deb e parlano sia di Nathan che di Lucas, che ha visto davanti al consultorio. Nathan è arrabbiato con Haley, lei non vuole fare sesso con lui ma poi si fa un tatuaggio con il suo numero di maglia. Peyton nota che Lucas sta male per Brooke. Lucas le dice che si è accorto di aver fatto cose avventate, senza pensare. Haley chiede a Peyton se Nathan l'ha mai tradita, Peyton capisce che Haley ha dei dubbi su se fare sesso o no con lui, Haley dice che non sa se compiere o no quel passo, pur essendo certa che lui è quello giusto e che lei ne è follemente innamorata. Dan va da Lucas, che si sta allenando. Gli chiede come sta e gli dice di averlo visto al consultorio. Dan gli dà dei consigli e dice di aver chiesto a Karen, in passato, di abortire e Lucas si arrabbia per il paragone infelice. Keith dice a Deb della sua proposta a Karen e della sua delusione. Non pensava che Karen lo respingesse. Deb ne è molto dispiaciuta. Dan va da Nathan e gli dice che non ce la farà a fare tutto da solo e alla fine tornerà da lui. Nikki va da Peyton dicendole che è inutile il suo aiuto con Jenny, che Jake e lei non hanno più bisogno di una babysitter, ma Peyton le risponde a tono e la zittisce. Brooke chiede a Peyton chi sia Nikki e Peyton le spiega. Poi Peyton accenna la cosa a Lucas e Brooke fraintende pensando che stiano ancora assieme e va via. Lucas e Jake parlano e Lucas gli racconta di Brooke e del bambino e dice di non essere pronto ad essere genitore. Nathan vuole vendere la sua auto e ne parla con Haley, poi le dice che rispetta la sua decisione sul sesso. Sia Lucas che Brooke passano una notte insonni. Lucas parla con Karen e gli dice di Brooke e Karen gli dà uno schiaffo. Lei si scusa subito ma Lucas dice che ha ragione, Karen lo abbraccia e piange dicendo che non vuole questo per lui, vuole un bel futuro. Haley chiede a Lucas quante volte pensa al sesso e lui capisce che lei vuol farlo con Nathan e le dice di aspettare se non è pronta, e che anche lui avrebbe voluto fare le cose con più calma. Nathan va da Deb, lei dice che lui può tornare quando vuole ma lui rifiuta e le chiede come mai ha tradito Dan, ma lei non sa dare una risposta, dice solo che se ne pente. Nikki va da Lucas e gli confida di essere la madre di Jenny e di essere tornata per riparare ai suoi errori. Gli chiede di non dire nulla a Jake riguardo alla notte passata assieme. Lucas chiede a Keith perché lui sia rimasto accanto a Karen dopo l'abbandono di Dan e lui risponde che voleva proteggerla. Lucas si scusa con lui del suo comportamento mentre Karen era via. Nathan parla con Haley e dice di non volerle mettere fretta perché sa che è un passo importante per lei, e dice di amarla. Lei lo bacia e dice di ricambiarlo. Lucas parla con Dan: ora capisce cosa provò quando Karen era incinta. Keith va da Karen a dirle che Tree Hill non è più casa sua e che vuole partire, Karen ne è dispiaciuta. Lucas va da Brooke, lei è restia ad ascoltarlo dopo le accuse precedenti, ma lui le chiede di ascoltarlo: è spaventato ma qualunque decisione lei prenderà lui ci sarà, e se ci sarà un bambino lui gli farà da padre, nonostante non avesse pensato alla sua vita in quel modo e si era sempre immaginato che quando avrebbe messo su famiglia sarebbe stato adulto, sistemato e innamorato (ammettendo di fatto di non amare Brooke e di non averla mai amata). Lei piange e dice che non è incinta, che il dottore l'aveva chiamata dopo la loro litigata e le aveva detto che non era incinta: gli ha mentito solo per ferirlo dopo ciò che lui le ha fatto. Lui è arrabbiato, ma anche lei lo è, per il passato. Dan sfoglia delle vecchie foto, sia di Lucas sia di Nathan, bambini. Jake, Peyton e Jenny sono a casa di Jake, Peyton tiene Jenny con sé e Jake dorme accanto a lei. Nikki li spia dalla finestra. Brooke piange chiusa nella sua stanza. Lucas dice a Karen che Brooke non è incinta, poi abbraccia Karen e la ringrazia per la sua comprensione.
- Nota. Il titolo fa riferimento al brano cantato dai Radiohead.

## La festa di Haley
- Titolo originale: What Is and What Should Never Be
- Diretto da: Perry Lang
- Scritto da: Edward Kitsis e Adam Horowitz

### Trama
Haley chiede a Nathan come mai lui stia sempre da lei quando ha una casa tutta sua e Nathan dice di cercare tranquillità, non le feste che organizza Tim. Nathan propone a Haley di organizzare un piccolo party e lei ne è eccitata. Keith dice a Karen di avere un colloquio come insegnante di meccanica in una scuola, poi chiede a Karen se ha parlato con Lucas, ma lei dice che non è facile. Nathan incita Lucas a continuare l'allenamento. Arriva Peyton e Lucas è solo, lei gli aggiusta la spalla e Brooke li vede e s'infuria. Peyton propone a Brooke di non parlarsi più e lei accetta. Tim e Nathan giocano, arriva Haley e scherza con Nathan provocandolo. Poi arriva Dan, infuriato con il figlio che ha venduto la macchina, e gli dice che rivuole i suoi soldi. Nathan glieli dà e gli dice di andare via. Haley invita della gente alla festa, ma non Brooke, e le dice che è riservata a pochi amici. Haley accompagna Nathan a trovare lavoro e viene subito assunto. Lucas va da Peyton a portarle un cd e Peyton gli chiede di andare insieme alla festa, da amici. Il ragazzo che lavora con Nathan gli dà degli ordini e delle dritte per il lavoro, e dice che tempo prima Nathan ed altri lo avevano picchiato per divertimento. Lucas viene a sapere del trasferimento di Keith e della proposta di matrimonio e va da Keith e gli dice che vuole ogni bene per lui, ma egoisticamente lo vorrebbe vicino a sé, a Tree Hill, come un padre. Deb e Karen parlano e Deb accetta la proposta di Karen di fare società assieme. Keith va da Karen e Karen gli dà un regalo e lo rincuora sull'esito del suo colloquio. Nathan è sotto pressione per il nuovo lavoro e per di più deve scegliere tra il lavorare tutta la serata (saltando la festa di Haley) o mollare e farsi licenziare. Lucas va a prendere Peyton e le regala un cd. Haley pensa che alla festa non verrà nessuno e invece arriva gente che Tim stesso conosce a malapena. Brooke va al bar, un ragazzo vuole abbordarla e lei lo allontana in malo modo. Arriva Nikki, e parlano. Dan trova Nathan al lavoro e lo denigra. Brooke e Nikki arrivano alla festa e Haley, Peyton e Lucas li guardano preoccupati. Nikki ci prova con Lucas. Nathan continua a lavorare assieme all'altro ragazzo, e gli chiede di nuovo scusa per il suo comportamento passato. Il ragazzo accetta le sue scuse e gli dice di andare alla festa, Nathan lo invita ma lui rifiuta. Nathan cerca di chiamare Haley ma non riesce a rintracciarla. Dan va da Deb e lei coglie l'occasione per dargli le sue cose. Discutono, ma alla fine si baciano, e lei è mezza ubriaca. Nikki e Peyton continuano a provocarsi e finiscono col prendersi a botte: Lucas, Brooke e Tim cercano di dividerle, e poi Nikki rivela di essere stata con Lucas lasciando sia Brooke che Peyton schifate che decidono di andarsene. Nathan arriva a casa e trova la polizia che lo arresta, perché proprietario della casa e quindi responsabile dei disagi. Dan e Deb sono a letto a ricordare i vecchi tempi. Dan riceve una telefonata e va a prelevare Nathan e lo obbliga ad andare con lui. Ma Lucas e Haley lo fermano e accompagnano Nathan a casa. Lucas va a casa e dice che pensava che Keith e Karen potessero essere felici insieme ma si sbagliava. Haley si dispiace per ciò che è successo alla festa, non pensava arrivasse tanta gente e Nathan le dice che è diventata popolare. Brooke va da Peyton e si scusa per la serata, propone di fare pace e sparlano assieme di Nikki. Keith dice a Karen che è molto felice perché ha avuto il lavoro e inizierà tra 10-15 giorni. Dan dice a Deb che è finalmente convinto di volerle concedere il divorzio. Lucas va da Keith e lo vede imballare la sua roba. Lucas parla con Peyton di ciò che è successo con Nikki e lei dice che è diventato come Nathan, il vecchio Nathan, e non vuole rivivere quell'esperienza.
- Nota. Il titolo fa riferimento al brano cantato dai Led Zeppelin.

## Via da Tree Hill
- Titolo originale: The Leaving Song
- Diretto da: Davis Carson
- Scritto da: Jennifer Cecil e Mark Perry

### Trama
Nathan va da Lucas e gli chiede di andare a correre insieme, così da allenarsi per i play-off. Larry Sawyer sta partendo di nuovo, e chiede alla figlia se è d'accordo che frequenti Karen. Lucas chiede a Karen la verità su cosa successe con Dan. Karen gli dice che Dan voleva l'affidamento congiunto ma lei rinunciò. Lucas cerca di parlare con Peyton, ma lei lo evita e trascorre invece del tempo con Brooke, ora che la loro amicizia sembra essersi rinsaldata. Whitey annuncia ai suoi ragazzi che perderà una partita per un'operazione all'occhio. Lucas parla con Keith, e quest'ultimo non sa niente di ciò che successe e della scelta di Karen. Dan va da Whitey e gli chiede di allenare lui i ragazzi per la partita per i play-off, ma Whitey rifiuta. Lucas parla con Nathan dell'affidamento congiunto. Nathan ne è sorpreso, ma gli dice di non essersi perso nulla. Haley usa il PC di Nathan e trova dei siti porno tra i preferiti. Keith parla con Karen di ciò che ha saputo, e le chiede perché non gliel'abbia detto, e Karen dice di aver avuto paura che Keith non appoggiasse quella sua scelta. Dan dice a Whitey che è stato nominato allenatore dal comitato atletico e lui non può opporsi. Peyton e Brooke vanno a fare shopping con Jenny, ma arriva Nikki, che approfittando di un momento di distrazione prende con sé la bambina e sparisce. Haley parla con Nathan di ciò che ha trovato, e lui tenta di giustificarsi. Nikki ritorna, e da' Jenny a Jake. Karen è arrabbiata con Dan per aver detto a Lucas la verità e gli dice di stare lontano, ma Dan annuncia di essere il sostituto allenatore. Haley si confida con Peyton e le dice ciò che ha provato, ma Peyton la rassicura sui sentimenti di Nathan. Nathan si confida con Lucas su Haley, e Dan si sorprende a vederli ridere assieme. Dan stressa Lucas agli allenamenti sovraccaricandolo di lavoro. Peyton si sente in colpa e si scusa con Jake. Lui ha paura di perdere Jenny e vuole andare via. Peyton si offre di aiutarlo, e dice che suo padre potrebbe dargli una mano a partire. Haley torna al PC e trova foto di Peyton. Stavolta si sfoga con Nathan, dicendo che forse non è abbastanza per lui, e va via. Deb riceve un pacchetto con i documenti per il divorzio e firma le carte in lacrime. Peyton saluta Jake, che sta partendo, con un bacio. Lucas dice a Karen che se non avesse allontanato Dan, lui non avrebbe un rapporto così bello con Keith. Esprime il suo desiderio di partire, andare via da Dan, dai suoi errori, partire con Keith, poi va da Peyton scusandosi nuovamente per tutti gli errori commessi e dicendole che sta per fare dei cambiamenti per rimediare e cambiare e lei si dice contenta che lui abbia capito i suoi sbagli e voglia cambiare, perché nessuno lo farà per lui.
- Nota. Il titolo fa riferimento al brano cantato dagli AFI.

## Il momento delle decisioni
- Titolo originale: The Games That Play Us
- Diretto da: Greg Prange
- Scritto da: Mark Schwahn

### Trama
Dan trova Deb mentre sta firmando i documenti per la separazione e le rivela che anni prima avrebbe voluto lasciarla per stare assieme a Karen e a Lucas, ma di aver cambiato idea scoprendola incinta. Nathan va da Haley e la implora, sotto la pioggia, fino ad ottenere il suo perdono, riuscendoci: i due si scambiano un romantico bacio. Lucas ringrazia finalmente Dan per averlo salvato nell'incidente. Brooke va al locale e incontra Nikki che le chiede dove sia Jake. Brooke chiede a Peyton di dirglielo e lei lo fa, poi Brooke inganna Nikki dicendole che Jake è a Seattle quando in realtà è a Savannah. Keith va da Karen e le chiede se lo ha mai amato. Lei non sa dare una risposta ma gli chiede di non partire, ma Keith rimane della sua posizione e invita Karen ad aprire il suo cuore a qualcuno, di nuovo. Lucas dice a Karen che ha bisogno di ricominciare, e Karen lo lascia andare, avendo fiducia in Keith. Nathan e Haley entrano in casa tutti bagnati e cominciano a baciarsi. Lucas e Nathan parlano dopo l'allenamento e vanno a trovare Whitey prima dell'operazione. Lucas da' appuntamento ad Haley nel cimitero e le dice che partirà con Keith per Charleston, per sempre. Haley si dispera, ma poi lo abbraccia. È il giorno dei play-off e c'è Dan in panchina. Lucas viene colpito alla spalla dolorante da un giocatore e Dan mente a Lucas dicendo che sta bene quando i controlli medici dicono tutt'altro. Dan mette sotto pressione Nathan, all'ultimo minuto Nathan passa a Lucas il tiro che può cambiare l'esito della partita, ma Lucas fallisce e i Ravens perdono. Dan è furioso e fa il terzo grado alla squadra, ma Nathan sostiene che non hanno nulla di che vergognarsi, tranne che del loro coach, e toglie dalla maglia la scritta SCOTT. Keith va da Deb, e la trova mentre sta bruciando della roba di Dan. Lucas va a trovare Whitey, che sa già tutto sulla partita. Whitey gli dice che il suo occhio potrebbe essere più grave del previsto. Dan va a casa e trova Deb e Keith sul tappeto nudi. Keith cerca di spiegarsi, ma Dan gli dice di andarsene. Nathan va da Lucas e si salutano da veri fratelli. Brooke e Peyton si svegliano assieme a casa si quest’ultima e fanno progetti per la mattinata. Alla porta, c’è una lettera con i loro nomi lasciata da Lucas. Lucas va da Nathan e chiede di Haley per salutarla, poi la vede con solo addosso un lenzuolo: Lucas è imbarazzato, ma Haley gli dice che lei e Nathan si sono sposati la sera prima. Infine, Lucas e Keith lasciano Tree Hill, mentre Dan ha un infarto e viene soccorso da Deb.
- Nota. Il titolo fa riferimento al brano cantato da The Blackouts.